# Hilfezeichen

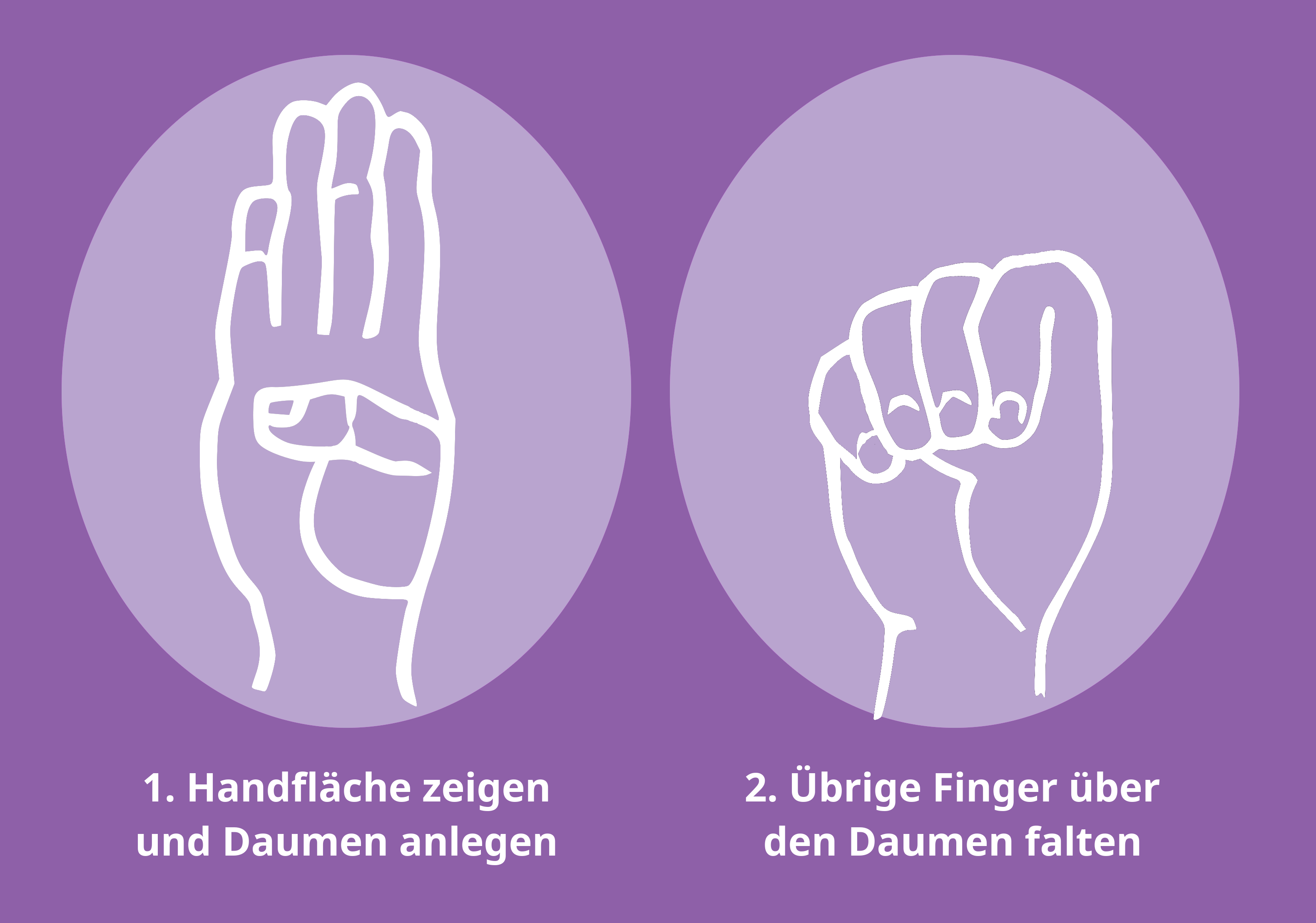
Schema des Hilfezeichens: 1. Handfläche zeigen und Daumen anlegen. 2. Übrige Finger über den Daumen falten

Das Hilfezeichen, auch Handzeichen häusliche Gewalt, Hilfe-Handzeichen oder Notgeste (englisch: Signal for Help oder Violence at Home Signal for Help) ist eine Ein-Hand-Geste, mit der eine Person anderen bei Sichtkontakt – insbesondere auch über eine elektronische Bildverbindung – zeigt, dass sie sich bedroht fühlt und Hilfe benötigt. Ursprünglich wurde diese Notgeste erdacht als ein Mittel, der häuslichen Gewalt im Zusammenhang mit den Kontaktbeschränkungen während der COVID-19-Pandemie entgegenzuwirken. Seine Anwendung ist aber, wie auch Praxisfälle zeigen, nicht auf häusliche Gewalt beschränkt. Initiiert wurde dieses Handzeichen durch die Canadian Women’s Foundation und am 14. April 2020 bekannt gemacht. Nachdem das Women’s Funding Network (WFN) es übernahm, verbreitete es sich schnell weltweit über regionale, nationale und internationale Nachrichtenagenturen und Medien.

## Ausführung
Das Handzeichen wird ausgeführt, indem die Innenseite der Hand gezeigt wird, zunächst aber nur der Daumen in die Handfläche gelegt ist, während die übrigen Finger gestreckt sind. Anschließend werden die übrigen Finger über den Daumen gelegt werden, als würden sie den Daumen in einer Falle fangen. Bewusst wurde die Geste nicht als statisches Handzeichen, sondern als Bewegung konzipiert, damit sie leichter Aufmerksamkeit findet.

## Rezeption
Den Bedenken, dass das Handzeichen bei großer Bekanntheit auch potentiellen Tätern bekannt werde, traten die Canadian Women’s Foundation und andere Organisationen mit der Erklärung entgegen, dass es nicht alle Probleme häuslicher Gewalt lösen könne oder solle, sondern nur eine zusätzliche Möglichkeit darstelle, um an Hilfe zu gelangen. Dieses Handzeichen sei zu verstehen als Aufforderung, auf sicherem Weg – zum Beispiel über E-Mail oder Instant Messaging – Kontakt aufzunehmen und zu fragen, welche Art von Hilfe benötigt werde. Polizei oder andere Notdienste sollten nur eingeschaltet werden, wenn die Person in Not dies ausdrücklich wünsche. Indem der Hilfswillige Ja-Nein-Fragen stellt, kann er das Risiko für die Person in der Notlage senken und ihr das Antworten erleichtern.
Im deutschen Sprachraum wurde das Handzeichen ebenfalls seit 2020 von verschiedener Seite bekannt gemacht.
Am 23. August 2022 teilte die Polizei Ludwigshafen mit, dass eine 14-Jährige aus der Gewalt eines mutmaßlichen Vergewaltigers gerettet werden konnte, weil sie Passanten dieses Handzeichen gezeigt hatte. In Mailand rette eine Mitarbeiterin von McDonald’s am 22. November 2023 ein Mädchen vor einer Entführung, da sie das Handzeichen erkannte.
2025 konnte in Innsbruck ein 14-jähriges Mädchen in der Straßenbahn mit dem heimlichen Handzeichen auf ihre Notsituation aufmerksam machen. Ein Fahrgast erkannte das Zeichen und alarmierte die Polizei. Die beiden 14- und 16-jährigen Täterinnen flüchteten zunächst, konnten jedoch im Zuge der Ermittlungen identifiziert werden.